# بينجامين بانكر
بنيامين بانكر (بالإنجليزية: Benjamin Banneker)‏ (9 نوفمبر 1731 - 19 أكتوبر 1806) هو مؤلف تقويم أمريكي أفريقي حر ومسّاح وصاحب أرض ومزارع كان على معرفة بالرياضيات والتاريخ الطبيعي. ولد في مقاطعة بالتيمور، ماريلاند، لامرأة أمريكية أفريقية حرة وعبد سابق، تلقى بانكر تعليمًا رسميًا قليلًا أو لم يتلقَ أي تعليم وعلّم نفسه إلى حد كبير. يُعرف بكونه فردًا من مجموعة قادها الرائد أندرو إليكوت التي مسحت الحدود الأصلية لمقاطعة كولومبيا، منطقة العاصمة الفيدرالية للولايات المتحدة.
ساعدته معرفته بعلم الفلك في تأليف سلسلة ناجحة تجاريًا من التقاويم. راسل توماس جيفرسون حول مواضيع العبودية والمساواة العرقية، بعد أن صاغ جيفرسون سابقًا إعلان استقلال الولايات المتحدة. روّج الإبطاليون والمدافعون عن المساواة العرقية أعمال بانكر وأثنوا عليها.
رغم تدمير الحريق الذي اندلع في يوم جنازة بانكر العديد من أوراقه وممتلكاته، تتاح حاليًا إحدى مذكراته والعديد من التحف الفنية المتبقية للعرض العام. احتفلت الحدائق والمدارس والشوارع وغيرها من التكريمات ببانكر على مر السنين التالية لحياته. ولكن، تبالغ الكثير من روايات حياته بشكل خاطئ في إنجازاته أو تعزو إليه إنجازات الآخرين.

## أبرز الأعمال
أُفيد بأن بانكر صمم ساعة خشبية تقرع كل ساعة نحو عام 1753 في سن الحادية والعشرين تقريبًا. بدا أنه صمم ساعته من ساعة جيب مستعارة بنحت كل القطع بحجم أكبر. يُزعم أن الساعة استمرت في العمل حتى وفاته.
عاش بانكر مع أمه وأخواته بعد وفاة والده في عام 1759. وفي عام 1768، وقع عريضة مقاطعة بالتيمور لنقل مقعد المقاطعة من جوبا إلى بالتيمور. حدده إدخال ممتلكاته في قائمة الضرائب مقاطعة بالتيمور 1773 باعتباره العضو الوحيد البالغ في أسرته.
في عام 1772، انتقل الإخوة أندرو إليكوت وجون إليكوت وجوزيف إليكوت من مقاطعة باكز، بنسلفانيا، واشتروا أرضًا على طول شلالات باتابسكو بالقرب من مزرعة بانكر لبناء مطاحن، التي استُحدثت حولها قرية إليكوت ميلز (الآن إليكوت سيتي) لاحقًا. كان آل إليكوت من الكويكرز الذين لديهم نفس وجهات النظر حول المساواة العرقية، بالإضافة إلى الكثير من معتقداتهم. درس بانكر المطاحن وتعرف على أصحابها.
أعار جورج إليكوت، ابن أندرو إليكوت، بانكر كتبًا ومعدات لبدء دراسة أكثر رسمية لعلم الفلك في عام 1788. وخلال العام التالي، أرسل بانكر أعماله لحساب كسوف الشمس إلى جورج.
في عام 1790، أعد بانكر التقويم الفلكي لعام 1791، الذي أمل بأن يُدرج ضمن تقويم منشور. ولكن، لم يتمكن من العثور على طابعة على استعداد لنشر وتوزيع العمل.

### مسح الحدود الأصلية لمقاطعة كولومبيا
في أوائل عام 1791، طلب وزير الخارجية الأمريكي توماس جيفرسون من المسّاح الرائد أندرو إليكوت (ابن جوزيف إليكوت وابن عم جورج إليكوت) مسح منطقة يمكن أن تحتوي على منطقة فيدرالية جديدة. في فبراير 1791، ترك إليكوت فريق مسح كان يقوده في غرب نيويورك حتى يتمكن من بدء مسح المقاطعة. ثم عين إليكوت بانكر كبديل للمساعدة في المسح الأولي لحدود المنطقة الفيدرالية.
شُكل الإقليم الذي أصبح مقاطعة كولومبيا الأصلية من الأرض الواقعة على طول نهر بوتوماك التي تنازلت عنها ولايتي ماريلاند وفرجينيا إلى الحكومة الاتحادية للولايات المتحدة وفقًا لقانون الإقامة الفيدرالي لعام 1790 والتشريعات اللاحقة. كانت المنطقة عبارة عن مربع بلغ طول كل جانب منه 10 أميال (16 كم)، وبلغت مساحته 100 ميل مربع (260 كم مربع). وضع فريق إيلكوت حجارة العلامات الحدودية عند أو بالقرب من كل ميل على طول حدود منطقة العاصمة الجديدة.

## روابط خارجية
- بينجامين بانكر على موقع الموسوعة البريطانية (الإنجليزية)
- بينجامين بانكر على موقع إن إن دي بي (الإنجليزية)